# Goodea gracilis
Goodea gracilis là một loài cá thuộc họ Goodeidae. Nó là loài đặc hữu của México.